# Plannerseekarspitze
Plannerseekarspitze är en bergstopp i Österrike.   Den ligger i distriktet Liezen och förbundslandet Steiermark, i den centrala delen av landet, 180 km sydväst om huvudstaden Wien. Toppen på Plannerseekarspitze är 1 875 meter över havet.
Terrängen runt Plannerseekarspitze är bergig åt nordväst, men åt sydost är den kuperad. Närmaste större samhälle är Rottenmann, 15,6 km nordost om Plannerseekarspitze. 
I omgivningarna runt Plannerseekarspitze växer i huvudsak blandskog. Runt Plannerseekarspitze är det ganska glesbefolkat, med 42 invånare per kvadratkilometer.